# Pseudibis
Pseudibis és un gènere d'ocells de la família dels tresquiornítids (Threskiornothidae) que habita generalment en zones humides d'Àsia meridional i sud-est asiàtic.

## Taxonomia
Se n'han descrit tres espècies dins aquest gènere:

- Ibis de clatell blau (Pseudibis davisoni).
- Ibis de clatell vermell (Pseudibis papillosa).
- Ibis gegant (Pseudibis gigantea).

L'últim és ubicat per alguns autors a un gènere diferent: Thaumatibis.